# Geomorfologia Warszawy

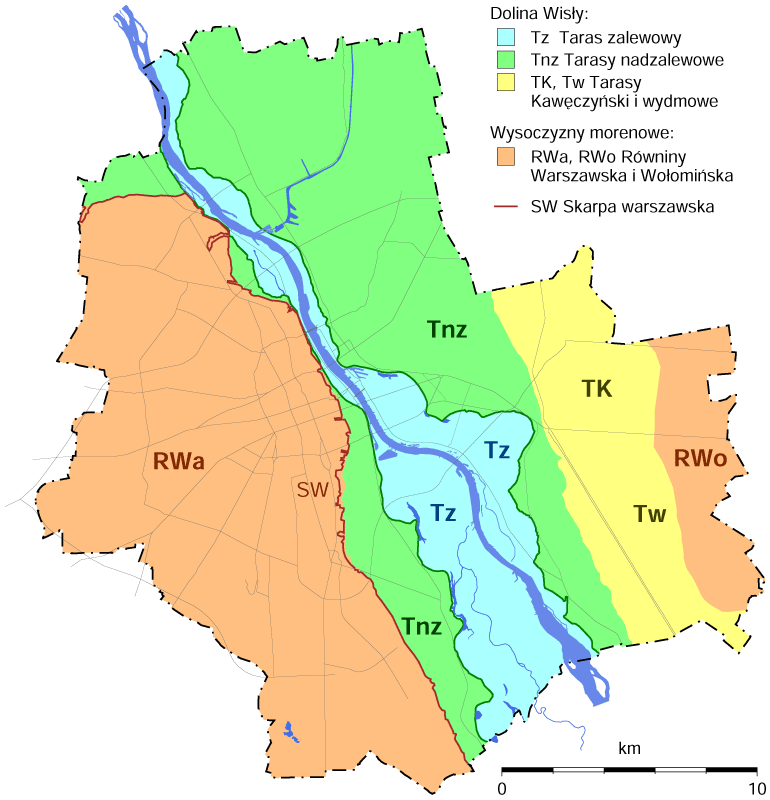
Główne jednostki geomorfologiczne w Warszawie. Skróty: RWa - Równina Warszawska, RWo - Równina Wołomińska, SW - skarpa warszawska, Dolina Wisły - tarasy: Tz - zalewowy, Tnz - nadzalewowe, TK - Kawęczyński, Tw - wydmowe.

Warszawa jest położona nad środkową Wisłą, na Nizinie Środkowomazowieckiej za , na obszarze następujących mezoregionów:
- Dolina Wisły
- Równina Warszawska (na lewym brzegu Wisły)
- Równina Wołomińska (niewielki obszar na prawym brzegu)

Według niektórych źródeł Warszawa leży w centralnej części Kotliny Warszawskiej, co jest niezgodne z regionalizacją Kondrackiego.
Dolinę Wisły budują przede wszystkim tarasy rzeczne, czyli płaskie stopnie nachylone zgodnie ze spadkiem rzeki. W jej środku jest położony taras zalewowy (I), jego centralną część stanowi rzeka Wisła, a po jej obydwu stronach wznoszą się listwy stopni tego tarasu. Wyżej znajdują się listwy tarasów nadzalewowych (II)i in., które jednak mogą być zalane przez rzekę podczas ekstremalnej powodzi
Oprócz tarasów rzecznych na prawym brzegu pod piaskami najwyższego tarasu nadzalewowego znajdują się osady zastoiskowego tarasu Kawęczyńskiego. Tarasy nadzalewowe z kolei nadbudowane są tarasami wydmowymi, największymi we wschodniej Warszawie.
Na lewym brzegu powyżej Doliny Wisły położona jest Równina Warszawska, na prawym przylega do niej Równina Wołomińskai in.. Są to wysoczyzny morenowe.
Na niektórych odcinkach krawędzie tych jednostek geomorfologicznych mają formę skarp. Największa z nich to skarpa warszawska, czyli wyerodowana przez Wisłę wschodnia krawędź Równiny Warszawskiej. Tuż nad nią i na niej zbudowane jest m.in. Stare Miasto.
Dolina (pradolina) Wisły została ukształtowana przez rzekę Wisłę. Jej taras zalewowy (I) powstał na samym początku holocenu (obecnej epoki geologicznej), tuż po epoce lodowcowej czyli plejstocenie, około 10 tys. lat temu, a następnie był kształtowany przez Wisłę i jej wody powodziowe aż do wybudowania wałów przeciwpowodziowych. Tarasy nadzalewowe (II) i Kawęczyński oraz wysoczyzny morenowe zostały uformowane wcześniej, u schyłku plejstocenu. Również w tej epoce pierwotna powierzchnia niektórych tarasów na prawym brzegu Wisły została nadbudowana eolicznymi tarasami wydmowymi.

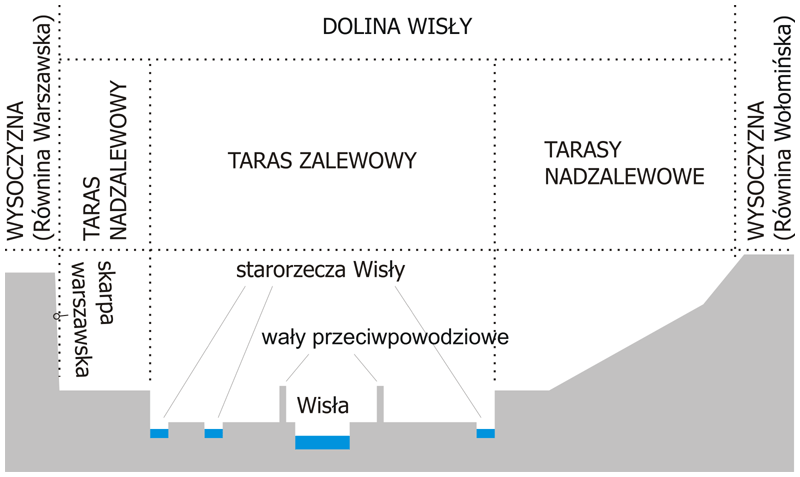
Dolina Wisły w Warszawie - schematyczny przekrój poprzeczny.

## Dolina Wisły
Dolinę (pradolinę) Wisły budują
- tarasy rzeczne, czyli płaskie stopnie nachylone zgodnie ze spadkiem rzeki[6]. Na obszarze Warszawy są to tarasy:
  - zalewowy (I) – rzeka Wisła[1][7][8] oraz wznoszące się po jej obydwu stronach listwy stopni tarasu zalewowego[1][7][8][3][4]
  - nadzalewowe (II) – na prawym i lewym brzegu[1][7][8][3][4]
- oraz tarasy
  - zastoiskowy Kawęczyński[1][3] (Radzymiński[7][8][3]), przykryty piaskami tarasu nadzalewowego najwyższego[4][1][6] i tarasów wydmowych[1][6], na prawym brzegu
  - wydmowe, nadbudowują tarasy nadzalewowe[1][3][4], głównie na prawym brzegu[1]

Tarasy rzeczne zostały ukształtowane przez rzekę Wisłę w jej kolejnych cyklach ewolucyjnych w wyniku następujących procesów:
- erozja[7][8][6], czyli wcinanie się rzeki głębiej w dolinę[7][4][1]
- akumulacja osadów rzecznych[7][8][6]

W późnym plejstocenie pod koniec zlodowacenia północnopolskiego, gdy powstawały tarasy nadzalewowe, w okresach ociepleń dominowała prawdopodobnie erozja, w chłodniejszych akumulacja osadów. Z kolei tarasy zalewowe (wyższy i niższy) wytworzyły się w następującym potem holocenie (najmłodszej epoce geologicznej) w wyniku zmian zasięgu Bałtyku stanowiącego bazę erozyjną dla Wisły, jak również zmian klimatu (ochłodzeń i ociepleń).
Tarasy rzeczne niższe są zawsze młodsze od wyższych.

### Taras zalewowy (I)
Taras zalewowy (TZ) znajduje się w centralnej części Doliny Wisły w Warszawie. Koryto Wisły jest traktowane jako odrębna jednostka lub częściej jako jego część. Na obszarze tarasu zalewowego wyróżniane są wtedy dwie strefy fluwiodynamiczne:
- strefa korytowa
- strefa łęgowa (łąkowa) – od krawędzi koryta do krawędzi tarasu nadzalewowego lub skarpy warszawskiej.

Taras zalewowy (I) został uformowany na początku holocenu, około 10 tys. lat temu, a następnie był kształtowany przez rzekę i jej wody powodziowe aż do wybudowania wałów przeciwpowodziowych.

#### Strefa korytowa

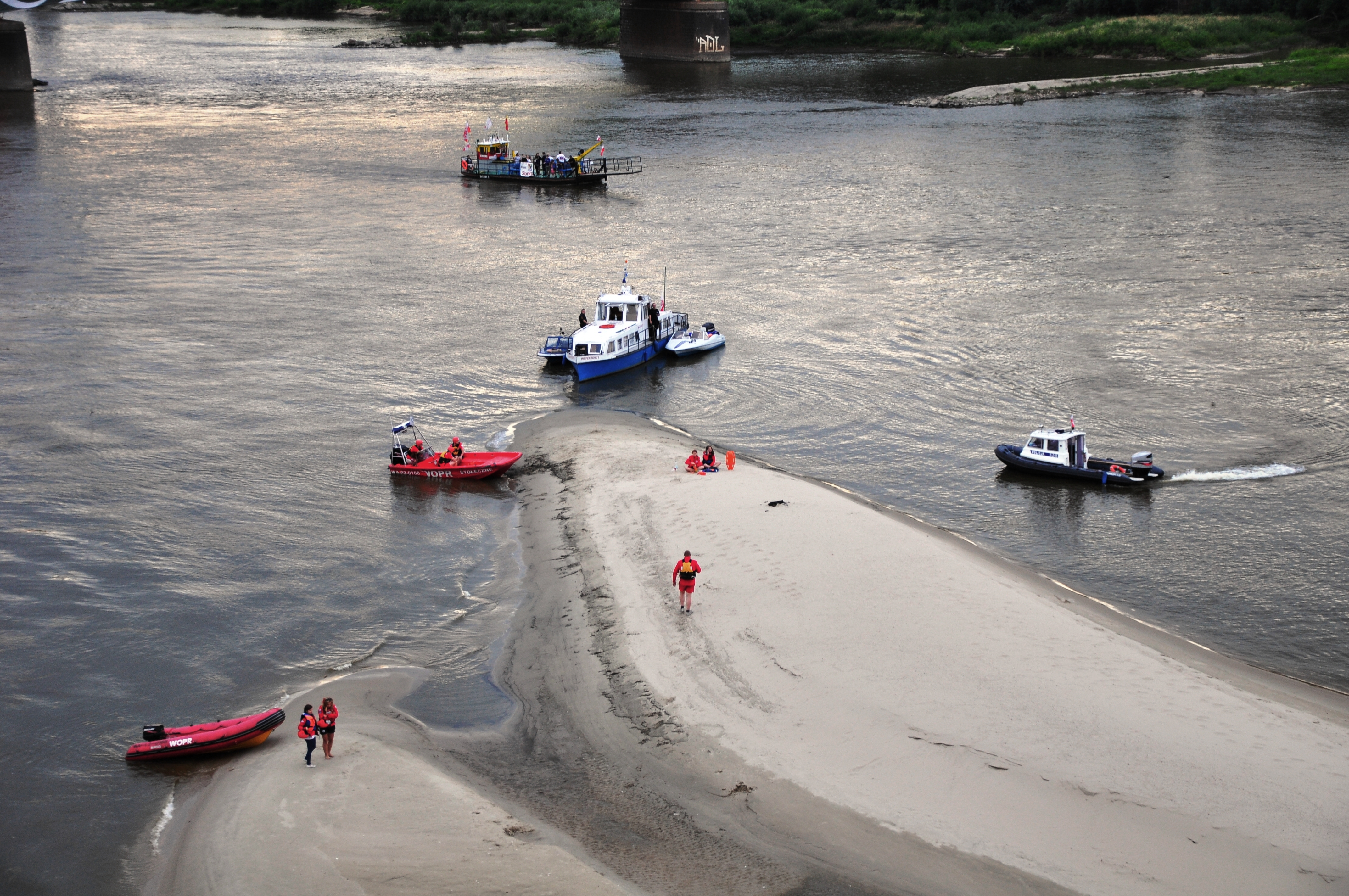
Przewał, dalej z prawej ostrogi.

Długość odcinka warszawskiego wynosi około 31 km (od km 497,2 do km 528,7).
Od połowy XIV wieku Wisła w Warszawie była naturalną rzeką roztokową. Zaczęło się to zmieniać z chwilą rozpoczęcia jej regulacji w 1885 roku. W północnym rejonie miasta na odcinku od Saskiej Kępy do Bielan występuje przewężenie koryta wielkich wód znane jako gorset warszawski. Powyżej niego znajdują się łuk Wisły znany jako łuk siekierkowski Wisły, oraz niespotykane nad środkową i dolną Wisłą, około 7 km rozszerzenie tarasu zalewowego.
Wśród form geomorfologicznych osadów rzecznych (aluwiów) strefy korytowej wyróżniają się m.in. kępy, duże odsypy (przewały i zaspy przykorytowe), obniżenia łach i dolinki przelewowe.
Wezbrania powodziowe mają pochodzenie roztopowe lub deszczowe.

#### Strefa łęgowa (łąkowa)

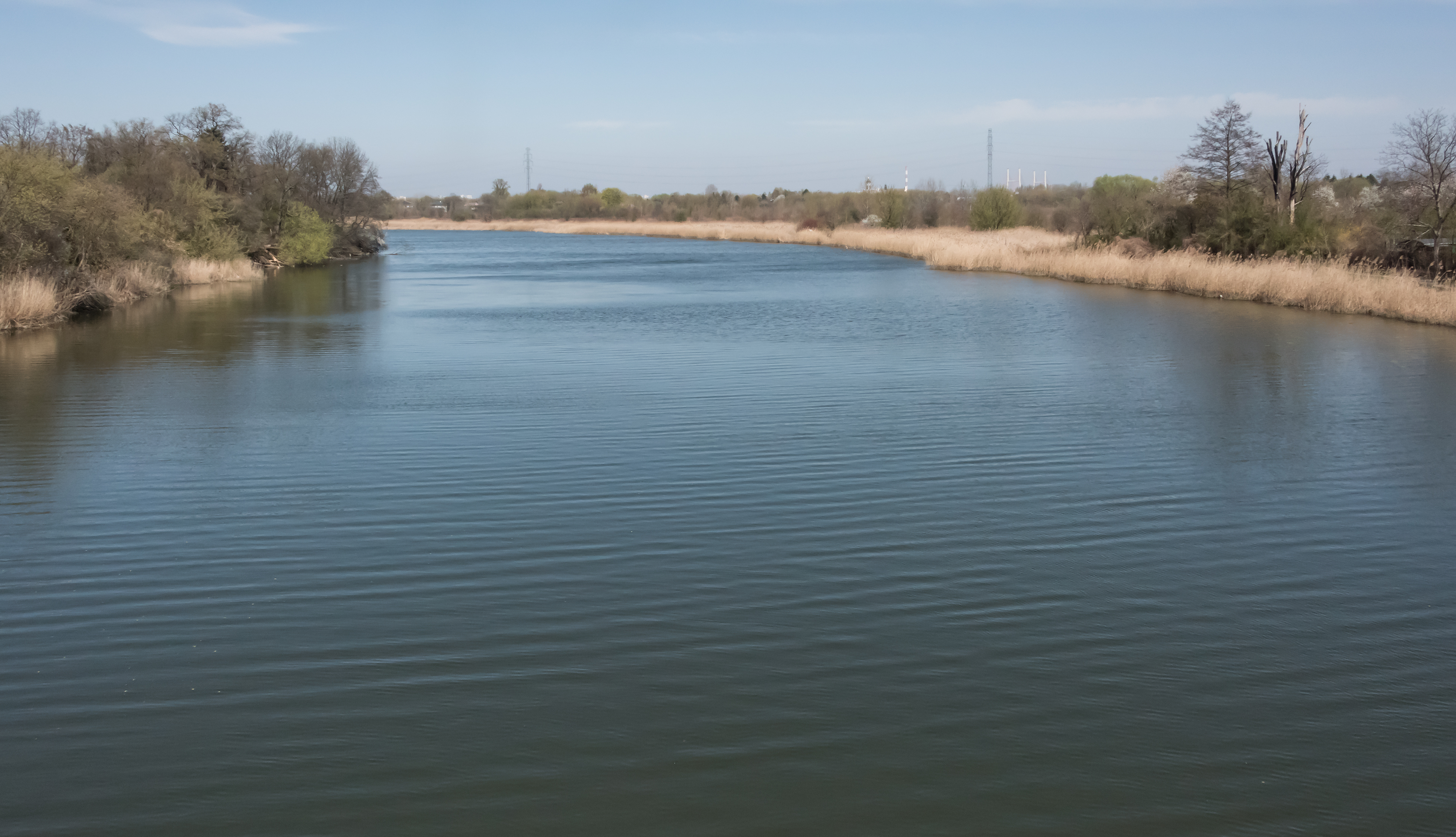
Jeziorko Czerniakowskie – starorzecze.

Taras zalewowy (strefa łęgowa) osiąga największą szerokość na południu miasta.
Rozpościerający się powyżej taras nadzalewowy niższy (Praski, IIa) tworzy skarpę rozdzielającą oba tarasy. Na północy miasta na lewym brzegu Wisły bezpośrednio nad tarasem zalewowym wznosi się lokalnie znacznie wyższa skarpa warszawska, będąca krawędzią erozyjną morenowej Równiny Warszawskiej.
Na tarasie zalewowym występują liczne łachy wiślane (łuki zakolowe starorzeczy), najliczniej w obniżeniach pod skarpą tarasu nadzalewowego Praskiego (IIa). Największe z nich to jeziorka: Czerniakowskie, Wilanowskie i Kamionkowskie, natomiast wśród zalądowanych Zakole Wawerskie.

### Tarasy nadzalewowe (II)

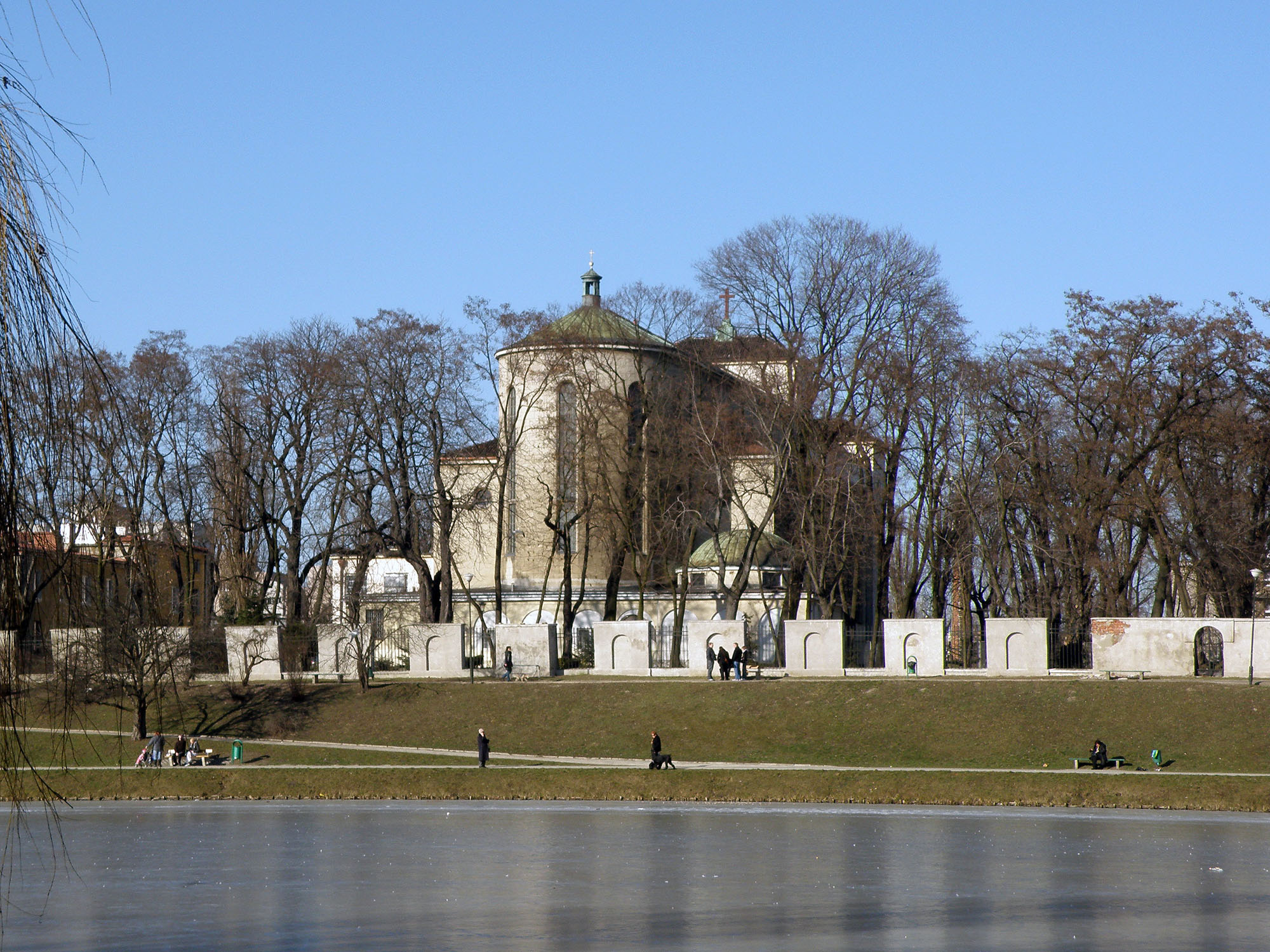
Jeziorko Kamionkowskie, starorzecze na tarasie zalewowym pod tarasem nadzalewowym, na skraju którego znajduje się konkatedra Matki Bożej Zwycięskiej

Tarasy nadzalewowe są to późnoplejstoceńskie tarasy rzeczne Wisły. Zbudowane są głównie z piasków rzecznych pokrytych warstwą mad pylastych. Górują nad tarasem zalewowym krawędzią erozyjną tworzącą około 3 m (2–4 m) skarpę.
Na obszarze Warszawy wyróżniają się wśród nich tarasy nadzalewowe:
- niższy, TNN[7], Praski, IIa[1][7][8],
jeszcze inaczej: taras nadzalewowy niski[1], nazwy lokalne: Solecki, Wilanowski, Łomiankowski[1][7],
na obu brzegach Wisły[7][8], obok tarasu zalewowego druga wyróżniająca się rozległa jednostka geomorfologiczna pradoliny Wisły[8]
zbudowany jest z piasków przykrytych warstwą mad, ma około 11 tys. lat (Allerød)[7].
- wyższy, TNW[7], IIc[1][7],
jeszcze inaczej: taras nadzalewowy wysoki[1], nazwy lokalne: Skurczyński[8], Elsnerowski[1], Marymoncko-Bielański, Burakowski[1][7], Białołęcko-Legionowski[1],
zarówno na lewym[8] jak i na prawym[7] brzegu Wisły,
jest zbudowany z piaszczystych odsypów Wisły, ma około 12 tys. lat (Bølling)[7].

oraz subkopalny
- Bródnowski (IIb)[7][8], subkopalny[7] (kopalny[8]) lokalnie pod powierzchnią młodszego tarasu Praskiego[7][8]

Na prawym brzegu Wisły występują również kopalne podwydmowe tarasy:
- Falenicki (IId)[1][8], rzeczno-zastoiskowy[1],
- Międzyleski (IIe)[8],
- Otwocki (IIf)[8].

Często są wyróżniane trzy tarasy akumulacyjne nadzalewowe (II):
- niższy, Praski (II a[4]), na lewym i prawym brzegu Wisły
- wyższy, Falenicki (II b[4]), zachował się tylko na prawym brzegu
- najwyższy, Otwocki (II c[4]), pokrywający piaskami osady zastoiska warszawskiego, zachował się tylko na prawym brzegu

Powstały one podczas zlodowacenia północnopolskiego (bałtyckiego, ostatniego).
Niektóre źródła wymieniają tarasy nadzalewowe:
- Praski
- Bródnowski
- Skurczyński

### Tarasy wydmowe

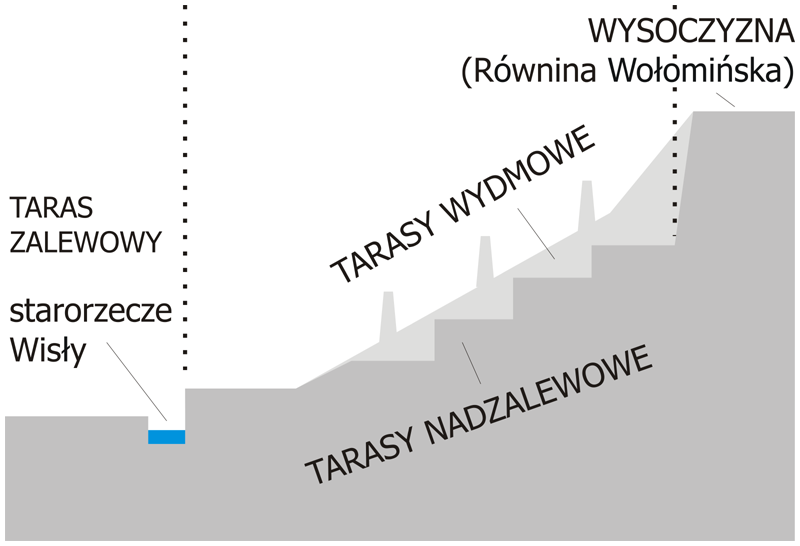
Tarasy nadzalewowe i nadbudowujące je tarasy wydmowe.

Tarasy wydmowe zbudowane są z piasków. Tworzą je formy pochodzenia eolicznego, przede wszystkim wydmy i będące śladami ich przemarszu pokrywy eoliczne. Wydmy dzieli się na paraboliczne, wałowe i nieregularne. Były one przemieszczane przez silne wiatry z zachodu i północnego zachodu. Wydmy nadbudowują tarasy nadzalewowe, maskują też wschodnią skarpę wiślaną, której lokalny fragment jest widoczny jedynie w rejonie Falenicy. Wydmy formowały się na powierzchni tarasów nadzalewowych w okresie starszego i młodszego dryasu.
Największe wydmy występują na tarasie otwockim, mniejsze na falenickim. Znajdują się też na tarasie praskim i na lewym brzegu.

### Taras zastoiskowy Kawęczyński
Taras zastoiskowy Kawęczyński (Radzymiński, czasem oznacz. też jako IIe) zbudowany jest z iłów warwowych pokrytych cienką warstwą piasków (eolicznych według niektórych źródeł). Iły warwowe były eksploatowane, czego śladem są wyrobiska z których część wypełniona jest wodą.
Taras ten pochodzi z okresu zlodowacenia północnopolskiego (bałtyckiego, ostatniego), kiedy lądolód nie objął obszaru dzisiejszej Warszawy. Jest on pozostałością osadów zastoiska warszawskiego (interglacjalnego). Był to zbiornik wodny powstały przed nasuwającym się czołem lodowca, które odcięło odpływ wód Wisły na północ. Osady zastoiska zachowały się tylko we wschodniej Warszawie. Jego zachodnia krawędź tworzy niewysoką skarpę, dochodzącą do 3–4 m wysokości. Osady zastoiska zostały potem pokryte przez płynącą po nich Wisłę piaskami tarasu nadzalewowego najwyższego (otwockiego), a ten z kolei na znacznych obszarach został nadbudowany wydmami i piaskami eolicznymi.

## Równina Warszawska

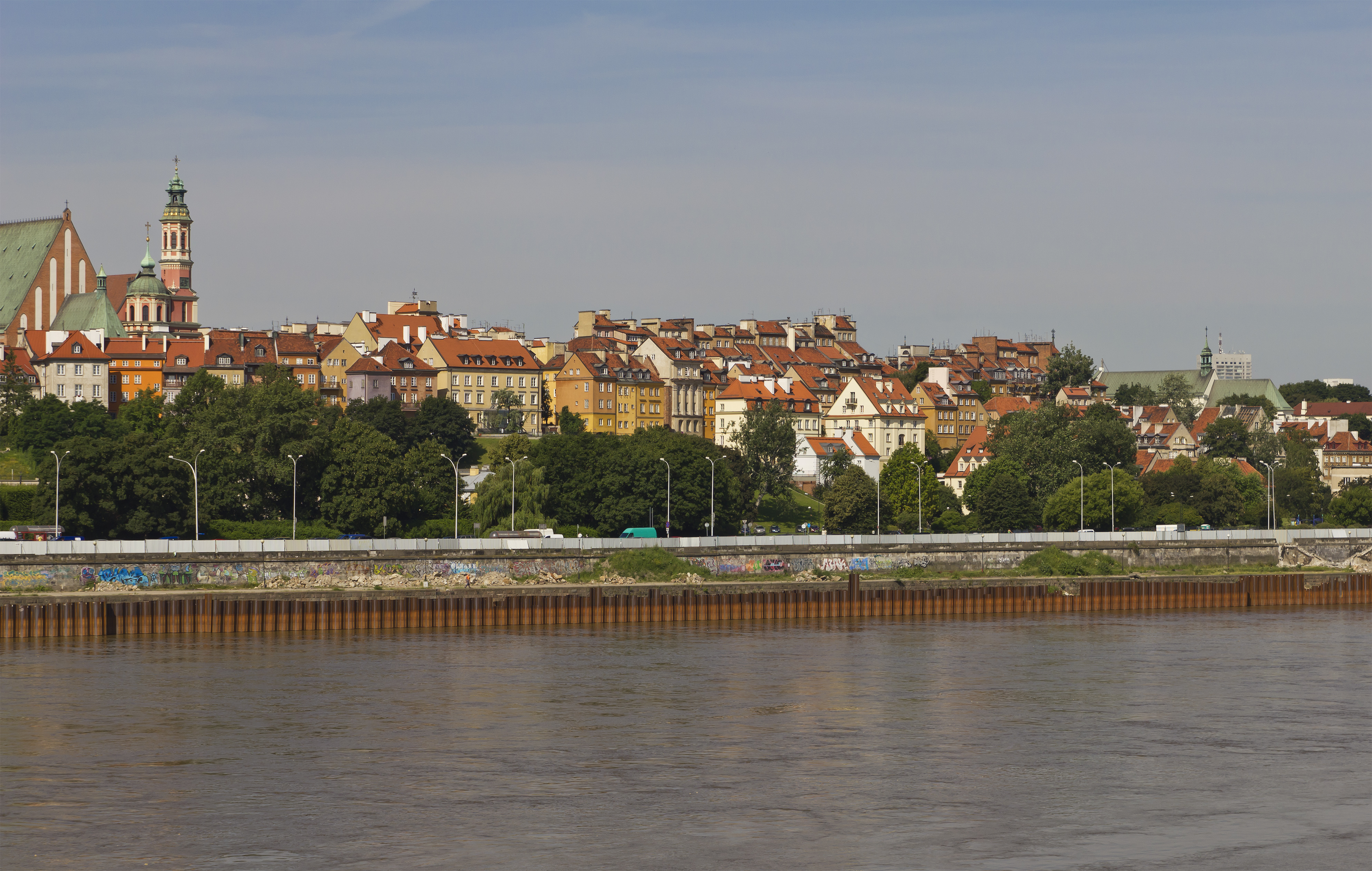
Stare Miasto w rejonie skarpy warszawskiej współcześnie.

Równina Warszawska (Wysoczyzna Warszawska, Wyżyna Warszawska) rozpościera się na zachód od Doliny Wisły. Tutaj znajduje się m.in. taras zastoiskowy (Błoński), wymieniany w niektórych źródłach jako odrębna jednostka geomorfologiczna, równorzędna trzem pozostałym. Równina Warszawska jest wysoczyzną morenową. Zbudowana jest z glin zwałowych, piasków, iłów zastoiskowych. Była kształtowana przez lądolody, wody lodowcowe, wody rzeczne i klimat od zlodowacenia środkowopolskiego poprzez interglacjał eemski do zlodowacenia północnopolskiego. Kulminacja równiny znajduje się w Śródmieściu (do ok. 116 m n.p.m.) i na Woli (do ok. 115 m n.p.m.). Jej wschodnią krawędź tworzy wyerodowana przez Wisłę skarpa warszawska, w rejonie Starego Miasta i Śródmieścia osiągająca wysokość do 20-25 metrów. Wyodrębniła się ona podczas interglacjału eemskiego.

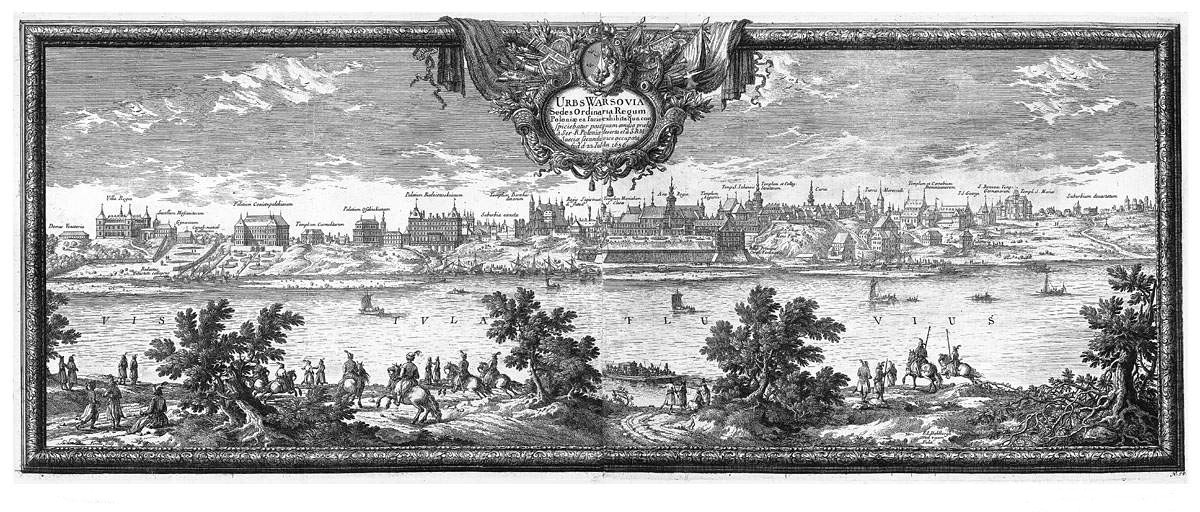
Stare Miasto na rycinie z 1696 roku autorstwa Nicolasa Pérelle.
Widoczna powierzchnia Równiny Warszawskiej ponad skarpą warszawską.

### Zachowane naturalne formy rzeźby

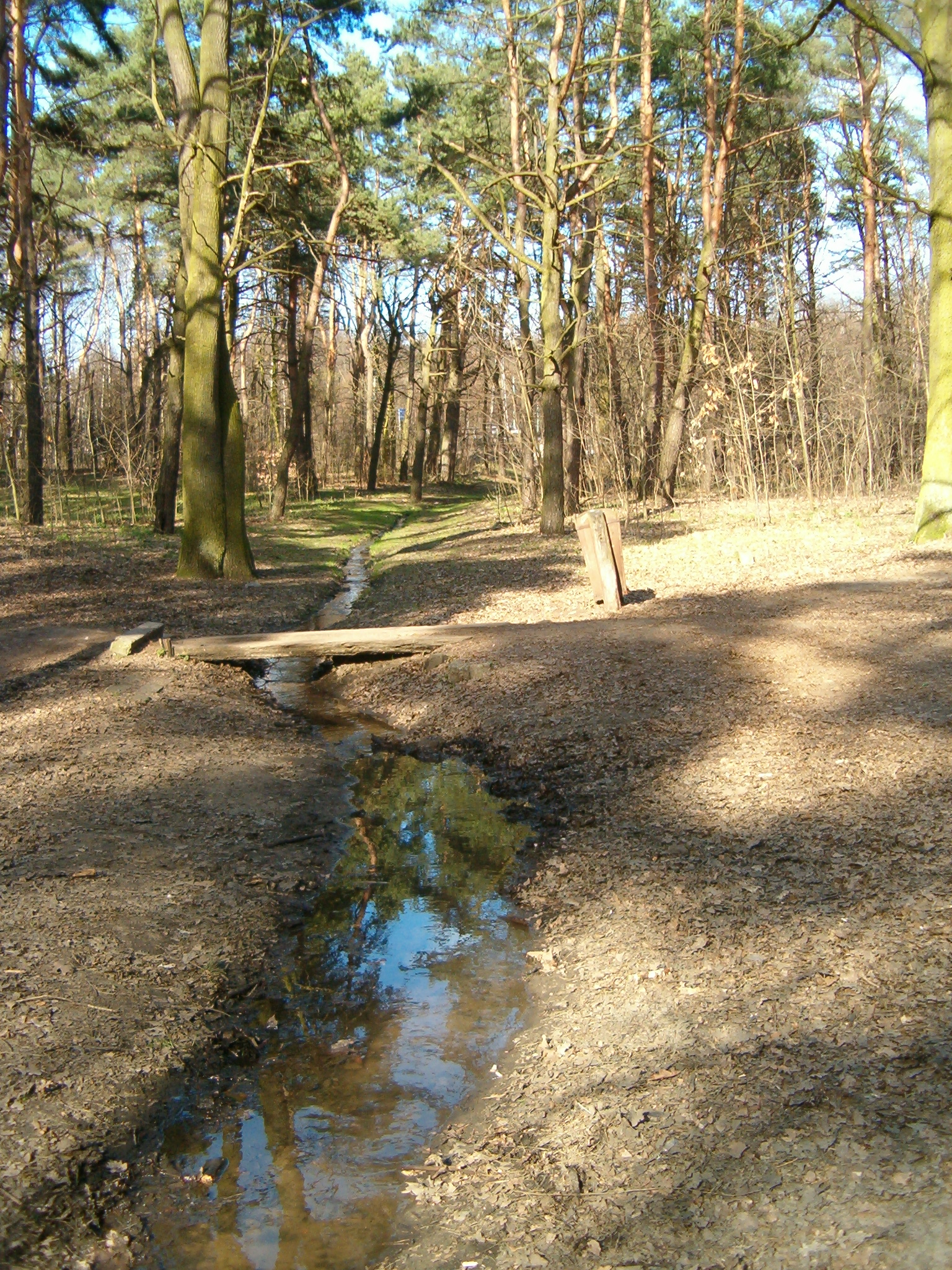
Potok Bielański

- dodatnie[3]
  - kemy[3] (pagórki kemowe, wzgórza kemowe[1]), np. w Natolinie[3]
  - wydmy, np. w rejonie Lasu Kabackiego[3]
- ujemne[1][3]
  - doliny rzeczne[3], np.
    - dolina Potoku Kaskadowego[3]
    - Dolina Służewska[7] - Potoku Służewieckiego[1][3] (Służewskiego, dawnego potoku Sadurka[7][1])
    - Dolinka[7] (dolina[1][3]) Potoku BielańskiegoPotok Bielański
    - dolina Rudawki[1][7] (Rudawy[7]) – zachowane tylko niewielkie zagłębienie[3]
    - dolina Drny (Trzasny)[7] - zachowane tylko niewielkie zagłębienie, ujściowy odcinek przekształcony w część fosy cytadeli[1][3]
    - dolina Żurawki (Żórawki) – zachowany tylko dolny przekształcony odcinek przy Książęcej[7]

  - doliny suche nieckowate[3]
    - ostaniec suchej Doliny Bielańskiej na terenie Lasku Bielańskiego[7]

  - wąwozy[3] rozcinające stok skarpy[1], zwłaszcza w południowej części miasta[3], u ich wylotu występują stożki napływowe[1]
  - obniżenia wytopiskowe[1][3] i inne
    - obniżenie interglacjalnego przelewu Wisły z okresu interglacjału eemskiego w południowej części miasta.
W rejonie Pyr (zachodniej części Ursynowa[1]) na jego obszarze znajdują się liczne zbiorniki wodne[3] (reliktowe jeziora wytopiskowe[1]). Zachowane zbiorniki wytopiskowe[1]:
      - jeziora, np.[1]
        - Zgorzała[1]
        - Grabowskie[1]
        - Imielińskie[1]

      - stawy, np.[1]
        - Pozytywka[1]
        - Wąsal[1]
        - Nowe Ługi[1]

    - Jeziorzysko Żoliborskie[1][3] (rynna żoliborska[1]) – słabo zachowane.
W jego końcowym północnym odcinku znajdowała się dolina Polkówki[7], w środkowej[7] (północnej[1][3]) części płynęła Drna, w południowej Sadurka[1][3][7].
Według mapy Biernackiego[1]: zał. II.3.1 Jezioro Żoliborskie z ostatniego okresu interglacjalnego, czyli międzylodowcowego (allerødu) ciągnęło się od zbiegu współczesnych ulic Hynka i Grójeckiej w kierunku północnym do zbiegu Alei Prymasa Tysiąclecia i Wolskiej, następnie wzdłuż Wolskiej i Okopowej i dalej do Słowackiego.

Całkowicie zniszczone doliny rzeczne:
- dolina Polkówki[8][3]
- dolina Bełczącej[3] (Nalewki, Naliwki)[8]

Po niektórych dolinach rzecznych pozostały nazwy ulic - Dunaj, Żurawia, Bagno.
Dwa wąwozy przekształcone są w fosę Królikarni.
Wszystkie doliny i wąwozy uchodzą do Wisły rozcinając skarpę warszawską.

## Równina Wołomińska
Równina Wołomińska zajmuje niewielki obszar we wschodniej Warszawie. Wcześniej u Bogdańskiego (1990) obszar ten uważany był za część Wysoczyzny Siedleckiej. Równina Wołomińska jest wysoczyzną morenową. Zbudowana jest głównie z glin zwałowych pokrytych piaskami eolicznymi tworzącymi wydmy. Pomiędzy nią a tarasem Kawęczyńskim nie jest widoczna skarpa z wyjątkiem lokalnego fragmentu w rejonie Falenicy. Wschodnia skarpa wiślana jest maskowana przez wydmy.

## Antropogeniczne formy rzeźby terenu
- wały przeciwpowodziowe[1][3]
- nasypy drogowe[1][3]
- glinianki[1][3], np.
  - glinianki Szczęśliwickie[3]
  - Staw Morskie Oko[3]
- forty[1][3]
- kopce, np.
  - Kopiec Czerniakowski[1] (kopiec Siekierkowski[3], Kopiec Powstania Warszawskiego, 15 m[1])
  - Kopiec Szczęśliwicki, najwyższy (25 m)[1][3]
- kopce gruzowe[1], wysypiska śmieci i odpadów[1][3]
  - składowiska popiołów i żużli[1] (pyłów dymnicowych[3]) z elektrociepłowni w rejonie Kępy Zawadowskiej[1][3] i Żerania[1] (Tarchomina[3])